# Saab 340

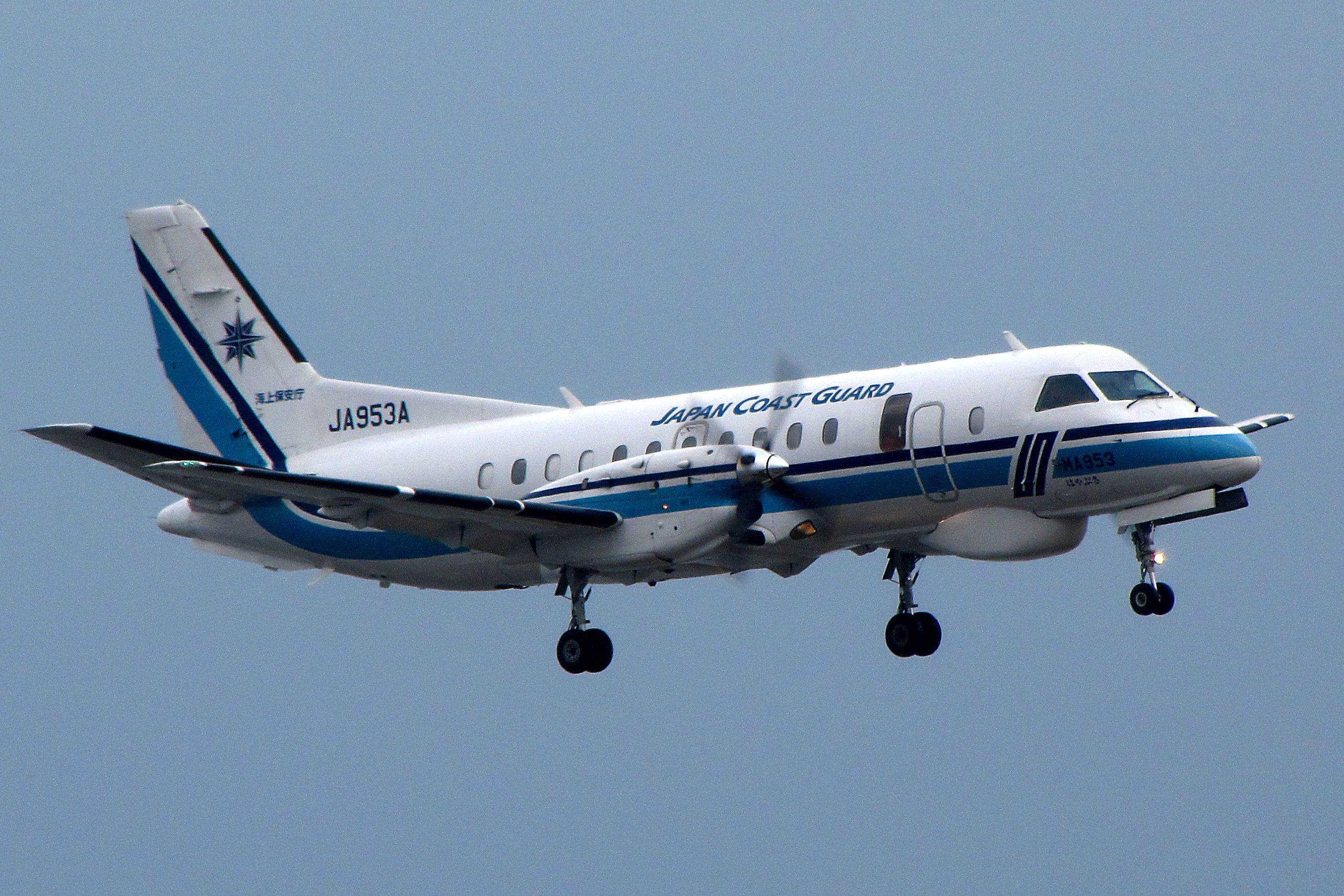
A japán parti őrség SAR-200 gépe

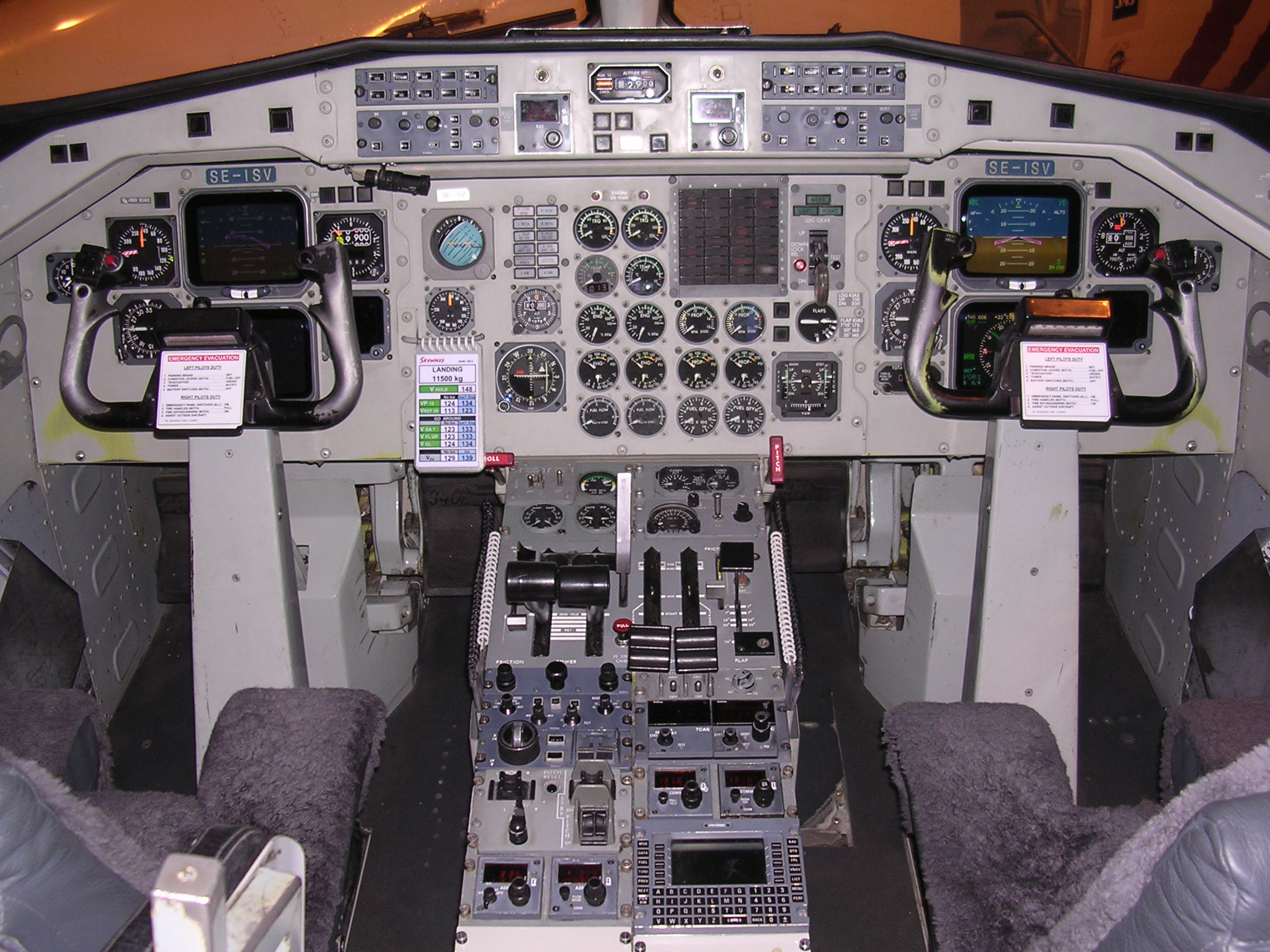
Műszerfal SAAB 340A

A Saab 340 egy légcsavaros gázturbinás repülőgép két General Electric (CT7) hajtóművel, amelyet a Saab és a Fairchild fejlesztett ki. A Fairchild egy korai szakaszban kilépett az együttműködésből, és így az eredetileg SF-340 néven szereplő gépet Saab 340-re nevezték át. Az első próbarepülést 1983-ban hajtották végre és a típust 1984-ben hagyták jóvá. Összesen 459 példányt építettek. Egy teherszállító változatot Kanadában fejlesztettek ki. Az alapváltozatban 34 utas fér el (innen a név). A SAAB 340-et jelenleg is használja a svéd légierő, a japán parti őrségnek (JCG) pedig négy ilyen típusú kereső és mentő (SAR) repülőgépe van.
A repülőgép gyártása 1998-ban leállt, de a típus továbbra is használatban van és 2011. augusztusáig 11,2 millió repülést hajtott végre.

## Változatok
Saab 340A
30-36 férőhelyes kis hatótávolságú repülőgép, két 1735 lóerős (1215kW) General-Electric CT7-5A2 turbopropeller motorral, utasszállító, VIP és teherszállító kivitelben. (340A-001 — 340A-159)
Saab 340AF
a Saab 340A teherszállító verziója
Saab 340B
33-36 férőhelyes kis hatótávolságú repülőgép, két  1870 lóerős (1394kW) General-Electric CT7-9B turbopropeller motorral. (340B-160 — 340B-359)
Saab Tp 100
a Saab 340B VIP teherszállító (Transport) verziója és B Plus a svéd légierőnek.
Saab Tp 100A
a Saab 340B VIP teherszállító (Transport) verziója
Saab OS 100
Saab Tp 100A adaptálva a Nyitott Égbolt Szerződés-re. (Open Skies)
Saab 340B Plus
a Saab 340B javított változata. Hosszabbított szárnyvégekkel. (340B-360 — 340B-459)
Saab 340B plus SAR-200
tengerészeti kereső és mentő (Search And Rescue) repülőgép a japán parti őrségnek. Hosszabbított szárnyvégekkel.
Saab 340A QC
Quick-change teherszállító változat
Saab TP 100C
katonai teherszállító (Transport) változat
Saab 340 AEW&C
légtérellenőrző repülőgép (Airborne Early Warning and Control)
Saab 340 MSA
tengerészeti felderítő és azonosító gép (Maritime Security Aircraft). Hosszabb hatótávolság érdekében kiegészítő üzemanyagtartállyal felszerelhető.
- Az 1990-es években fejlesztették ki a repülőgépnek egy hosszabb és gyorsabb változatát, amelyet Saab 2000 néven gyártottak.

## Üzemeltetők
| AeroMéxico Connect                  | 2  |
| Air Panama                          | 2  |
| Air Rarotonga                       | 1  |
| Air Åland                           | 4  |
| AMR Eagle                           | 45 |
| Avion Express                       | 4  |
| Avitrans Nordic                     | 13 |
| Bimini Island Air                   | 2  |
| Calm Air                            | 6  |
| Caribair                            | 2  |
| CCA                                 | 7  |
| Colgan Air                          | 38 |
| Corporate Express                   | 1  |
| CTK Network Aviation                | 2  |
| DOT                                 | 2  |
| Eznis Airways                       | 3  |
| FleetAIR                            | 2  |
| Golden Air                          | 9  |
| Hokkaido Air System                 | 3  |
| IBC Airways                         | 8  |
| Japan Air Commuter                  | 11 |
| Japan Coast Guard                   | 4  |
| Kenya Airways                       | 2  |
| Líneas Aéreas del Estado (LADE)     | 2  |
| Loganair                            | 16 |
| Mali Air Express                    | 2  |
| Mars RK                             | 2  |
| Mesaba Airlines                     | 49 |
| Murray Aviation                     | 1  |
| Nationale Regionale Transport - NRT | 2  |
| Nextjet                             | 3  |
| Norse Air                           | 5  |
| NyxAir                              | 5  |
| OLT Ostfriesische Lufttransport     | 2  |
| Overland Airways                    | 1  |
| Pacific Coastal Airlines            | 8  |
| Peninsula Airways                   | 10 |
| Prince Edward Air                   | 1  |
| Provincial Airlines                 | 2  |
| RAF-AVIA                            | 2  |
| Regional Express (Rex)              | 42 |
| Robin Hood Aviation                 | 2  |
| Ryjet-Aerotaxis del Mediterráneo    | 1  |
| Saint-Ex Cargo                      | 3  |
| SkyBahamas                          | 3  |
| SkyTaxi                             | 1  |
| Sol Líneas Aéreas                   | 4  |
| Solinair                            | 3  |
| South Airlines                      | 2  |
| SprintAir                           | 10 |
| Swedish Air Force                   | 9  |
| TAG                                 | 1  |
| Transwest Air                       | 3  |
| Western Air                         | 4  |

A svájci Crossair volt az első Saab 340 repülőgépet használó légitársaság.

## Katonai felhasználás

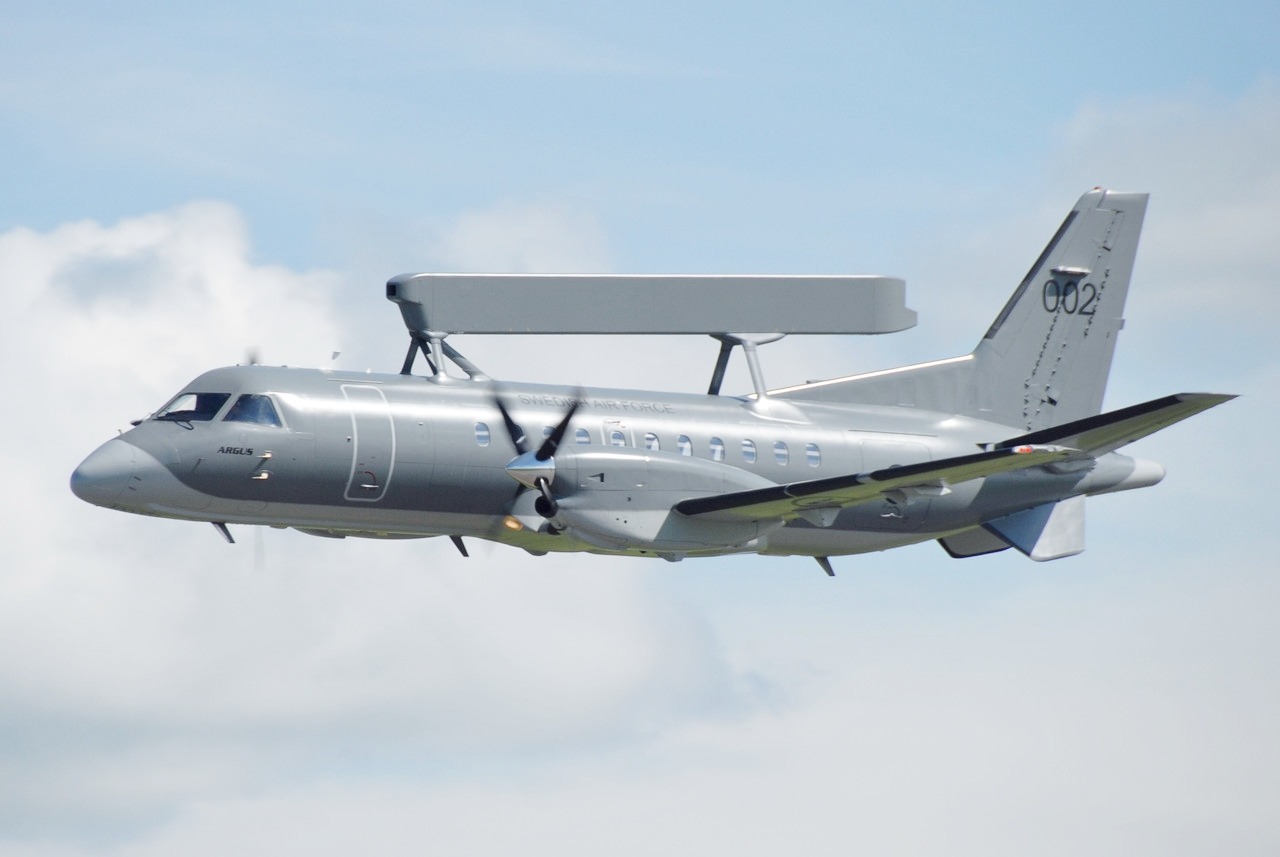
S 100B Argus

Egy névadási verseny után a katonai változat az S 100B Argus nevet kapta. A gép egy Saab mikrohullámú (korábban Ericsson) légiforgalmi radarral (Erieye) felszerelt Saab 340. A rendszert a svéd légierő használja harci irányításhoz és megfigyeléshez (STRIL). A név a görög mitológiából származik, ahol  Árgus százszemű óriás volt, aki mindent látott. 
A radarantenna gerenda alakú (lásd a képet), és a hagyományos radarral ellentétben nincs forgó része. Ehelyett a radarnyaláb elektronikusan vezérelt, úgynevezett fázisvezérelt radarnyaláb. A rendszer hatótávolsága körülbelül 450 km, és más országokba is exportálták, csak más repülőgépekre szerelve. A radar mind repülőgépeket, mind hajókat képes felderíteni.

### Általános adatok az S-100B Argusról
- Típus: Felderítő
- Személyzet: 5
- Első járat: 1994
- Aktív szolgálatban: 1997
- Hosszúság: 19,73 m
- Fesztáv: 21,44 m
- Magasság: 6,97 m
- Üres tömeg: 9,2 tonna
- Max. felszállási tömeg: 13,2 tonna
- Motor: 2 x General electric CT7-9B turbopropeller
- Hatótávolság max.: 1450 km
- Radar:  Ericsson Erieye PS-890

## Balesetek
1983 és 2013 között a repülőgéptípusnak 13 balesete volt 48 halálos áldozattal.

### Halálos balesetek
- 1994. április 4.: A KLM Cityhopper Flight 433 leszállás közben motorprobléma következtében „átesett” és a földhöz csapódott az Amszterdam-Schiphol repülőtéren. A baleset 3 áldozatot (1 legénység és 2 utas) követelt.
- 1998. március 19.: A Formosa Airlines gépe az óceánba zuhant Tajvanon, Hsinchu városától 11 km-re, elektromos hiba és a legénység pánikba esése következtében. 13 ember (5 legénység és 8 utas) halt meg.
- 2000. január 10.: A zürichi repülőtérről való felszállás után a Crossair Flight 498 túl meredeken haladt és dugóhúzó átesésbe került. Egy niederhasli-i mezőre zuhant. A fedélzeten lévő mind a tíz ember (3 legénység és 7 utas) életét vesztette.
- 2011. május 18 .: A Sol Líneas Aéreas 5428-as járata, Neuquén-ből Comodoro Rivadavia-ba tartó útján, a gép lezuhant Prahuaniyeu-ban, a Río Negro tartományban, Argentínában. A gépen utazó mind a 22 ember (3 legénység és 19 utas) meghalt.

## Fordítás
- Ez a szócikk részben vagy egészben  a   Saab 340 című svéd Wikipédia-szócikk ezen változatának fordításán alapul.  Az eredeti cikk szerkesztőit annak laptörténete sorolja fel. Ez a jelzés csupán a megfogalmazás eredetét és a szerzői jogokat jelzi, nem szolgál a cikkben szereplő információk forrásmegjelöléseként.
- Ez a szócikk részben vagy egészben  a   Saab 340 című angol Wikipédia-szócikk ezen változatának fordításán alapul.  Az eredeti cikk szerkesztőit annak laptörténete sorolja fel. Ez a jelzés csupán a megfogalmazás eredetét és a szerzői jogokat jelzi, nem szolgál a cikkben szereplő információk forrásmegjelöléseként.